# HK Kroměříž
HK Kroměříž (celým názvem: Hokejový klub Kroměříž) je český klub ledního hokeje, který sídlí v Kroměříži ve Zlínském kraji. Svůj současný název nese od roku 2000. Od sezóny 2008/09 působí v Jihomoravské a Zlínské krajské lize, čtvrté české nejvyšší soutěži ledního hokeje. Klubové barvy jsou žlutá, bílá a černá.
První hokejový klub v Kroměříži byl založen v roce 1913 pod názvem SK Haná, na počátku první světové války se ale rozpadl. Klub SK Haná byl obnoven až v roce 1933, který hrál pod různými názvy hokej až do roku 1960. Obnoven byl kroměřížskými nadšenci o tři roky později. V sezoně 2007/08 se Kroměříž umístila na 11. příčce skupiny východ 2. hokejové ligy. To sice zaručovalo záchranu, avšak z důvodu nedostatku financí Kroměříž nebyla nadále schopna pokračovat v soutěži. Druholigová licence tak putovala do Trutnova. Pro sezónu 2008/09 se HK Kroměříž stává účastníkem Krajské ligy Jižní Moravy a Zlína.
Své domácí zápasy odehrává na zimním stadionu Kroměříž s kapacitou 3 000 diváků.

## Historické názvy
Zdroj:
- 1913 – SK Haná Kroměříž (Sportovní klub Haná Kroměříž)
- 1914 – zánik
- 1933 – obnovena činnost pod názvem SK Haná Kroměříž (Sportovní klub Haná Kroměříž)
- 1958 – fúze s TJ Slavoj Kroměříž ⇒ TJ Slavia Kroměříž (Tělovýchovná jednota Slavia Kroměříž)
- 1960 – zánik
- 1963 – obnovena činnost pod názvem TJ Slavia Kroměříž (Tělovýchovná jednota Slavia Kroměříž)
- 1990 – HC Haná Kroměříž (Hockey Club Haná Kroměříž)
- 1993 – koupě licence od zanikajícího VTJ Vyškov ⇒ HC Haná VTJ Kroměříž (Hockey Club Haná – Vojenská tělovýchovná jednota Kroměříž)
- 2000 – HK Kroměříž (Hokejový klub Kroměříž)

## Přehled ligové účasti
Stručný přehled
Zdroj:
- 1970–1971: Jihomoravský krajský přebor (4. ligová úroveň v Československu)
- 1971–1972: Divize – sk. E (3. ligová úroveň v Československu)
- 1972–1973: Divize – sk. F (3. ligová úroveň v Československu)
- 1973–1975: Divize – sk. F (4. ligová úroveň v Československu)
- 1975–1976: Divize – sk. D (4. ligová úroveň v Československu)
- 1992–1993: Jihomoravský krajský přebor (4. ligová úroveň v Československu)
- 1993–1998: 2. liga – sk. Východ (3. ligová úroveň v České republice)
- 1998–1999: Jihomoravský krajský přebor (4. ligová úroveň v České republice)
- 1999–2008: 2. liga – sk. Východ (3. ligová úroveň v České republice)
- 2008–2025: Jihomoravská a Zlínská krajská liga (4. ligová úroveň v České republice)
- 2025–:  2. liga – sk. Východ (3. ligová úroveň v České republice)

Jednotlivé ročníky
Zdroj:
Legenda: ZČ - základní část, ZLK - Zlínský kraj, červené podbarvení - sestup, zelené podbarvení - postup, fialové podbarvení - reorganizace, změna skupiny či soutěže
| Československo (1970 – 1993) |                                     |           |           |                                                      |                            |
| Sezóny                       | Soutěž                              | Úroveň    | ZČ        | Play-off, nadstavba, sk. o udržení...                | Poznámky                   |
| 1970/71                      | Jihomoravský krajský přebor         | 4. úroveň | 1. místo  |                                                      | Postup                     |
| 1971/72                      | Divize – sk. E                      | 3. úroveň | 6. místo  |                                                      | Změna skupiny              |
| 1972/73                      | Divize – sk. F                      | 3. úroveň | 3. místo  |                                                      | Reorganizace               |
| 1973/74                      | Divize – sk. F                      | 4. úroveň | 4. místo  |                                                      |                            |
| 1974/75                      | Divize – sk. F                      | 4. úroveň | 4. místo  |                                                      | Reorganizace               |
| 1975/76                      | Divize – sk. D                      | 4. úroveň | 8. místo  |                                                      | Sestup                     |
| ...                          |                                     |           |           |                                                      |                            |
| 1992/93                      | Jihomoravský krajský přebor         | 4. úroveň | ?. místo  |                                                      | Koupě licence od Vyškova   |
| Česko (1993 – )              |                                     |           |           |                                                      |                            |
| Sezóny                       | Soutěž                              | Úroveň    | ZČ        | Play-off, nadstavba, sk. o udržení...                | Poznámky                   |
| 1993/94                      | 2. liga – sk. Východ                | 3. úroveň | 9. místo  | Ne                                                   |                            |
| 1994/95                      | 2. liga – sk. Východ                | 3. úroveň | 10. místo | Ne                                                   |                            |
| 1995/96                      | 2. liga – sk. Východ                | 3. úroveň | 6. místo  | Ne                                                   |                            |
| 1996/97                      | 2. liga – sk. Východ                | 3. úroveň | 14. místo | Ne                                                   |                            |
| 1997/98                      | 2. liga – sk. Východ                | 3. úroveň | 15. místo | Ne                                                   | Sestup                     |
| 1998/99                      | Jihomoravský krajský přebor         | 4. úroveň | 1. místo  | Baráž o 2. ligu, 2. kolo (prohra)                    | Koupě licence od Karviné   |
| 1999/00                      | 2. liga – sk. Východ                | 3. úroveň | 12. místo | Ne                                                   | Baráž                      |
| 2000/01                      | 2. liga – sk. Východ                | 3. úroveň | 7. místo  | Čtvrtfinále (prohra 1:2 na zápasy s HC TJ Šternberk) |                            |
| 2001/02                      | 2. liga – sk. Východ                | 3. úroveň | 4. místo  | Čtvrtfinále (prohra 0:2 na zápasy s HC Uničov)       |                            |
| 2002/03                      | 2. liga – sk. Východ                | 3. úroveň | 7. místo  | Semifinále (prohra 1:2 na zápasy s HC Olomouc)       |                            |
| 2003/04                      | 2. liga – sk. Východ                | 3. úroveň | 4. místo  | Čtvrtfinále (prohra 2:3 na zápasy s HC Ytong Brno)   |                            |
| 2004/05                      | 2. liga – sk. Východ                | 3. úroveň | 6. místo  | Čtvrtfinále (prohra 0:3 na zápasy s HC Orlová)       |                            |
| 2005/06                      | 2. liga – sk. Východ                | 3. úroveň | 11. místo | Ne                                                   | sk. o udr.                 |
| 2006/07                      | 2. liga – sk. Východ                | 3. úroveň | 10. místo | Ne                                                   |                            |
| 2007/08                      | 2. liga – sk. Východ                | 3. úroveň | 11. místo | Ne                                                   | Prodej licence do Trutnova |
| 2008/09                      | Jihomoravská a Zlínská krajská liga | 4. úroveň | 10. místo | Předkolo ZLK                                         |                            |
| 2009/10                      | Jihomoravská a Zlínská krajská liga | 4. úroveň | 7. místo  | Zápas o 3. místo v ZLK (výhra)                       |                            |
| 2010/11                      | Jihomoravská a Zlínská krajská liga | 4. úroveň | 4. místo  | Zápas o 3. místo v ZLK (prohra)                      |                            |
| 2011/12                      | Jihomoravská a Zlínská krajská liga | 4. úroveň | 5. místo  | Zápas o 3. místo v ZLK (prohra)                      |                            |
| 2012/13                      | Jihomoravská a Zlínská krajská liga | 4. úroveň | 7. místo  | Semifinále ZLK                                       |                            |
| 2013/14                      | Jihomoravská a Zlínská krajská liga | 4. úroveň | 5. místo  |                                                      | Kvalifikace                |
| 2014/15                      | Jihomoravská a Zlínská krajská liga | 4. úroveň | 3. místo  | Finále ZLK (2. místo)                                |                            |
| 2015/16                      | Jihomoravská a Zlínská krajská liga | 4. úroveň | 6. místo  | Čtvrtfinále                                          |                            |
| 2016/17                      | Jihomoravská a Zlínská krajská liga | 4. úroveň | 4. místo  | Semifinále                                           |                            |
| 2017/18                      | Jihomoravská a Zlínská krajská liga | 4. úroveň | 6. místo  | Semifinále                                           |                            |
| 2018/19                      | Jihomoravská a Zlínská krajská liga | 4. úroveň | 5. místo  | Čtvrtfinále                                          |                            |
| 2019/20                      | Jihomoravská a Zlínská krajská liga | 4. úroveň | 7. místo  | Čtvrtfinále                                          |                            |
| 2020/21                      | Jihomoravská a Zlínská krajská liga | 4. úroveň | 5. místo  |                                                      | Nedohráno                  |
| 2021/22                      | Jihomoravská a Zlínská krajská liga | 4. úroveň | 2. místo  | Finále                                               |                            |
| 2022/23                      | Jihomoravská a Zlínská krajská liga | 4. úroveň | 3. místo  | Finále                                               |                            |
| 2023/24                      | Jihomoravská a Zlínská krajská liga | 4. úroveň | 2. místo  | Finále                                               |                            |
| 2024/25                      | Jihomoravská a Zlínská krajská liga | 4. úroveň | 1. místo  | Vítěz                                                | Postup                     |
| 2025/26                      |                                     | 3. úroveň |           |                                                      |                            |